# Distretto di Angoche
Il distretto di Angoche è un distretto del Mozambico, facente parte della Provincia di Nampula.